# 普雷斯山
78°09′18″S 85°59′45″W / 78.15500°S 85.99583°W

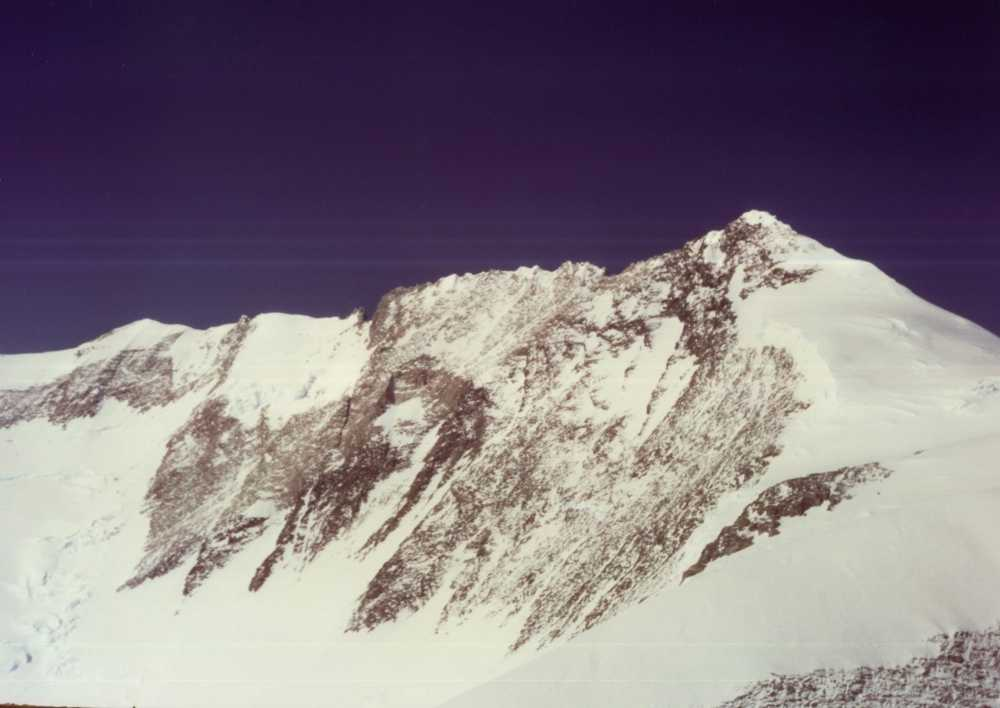

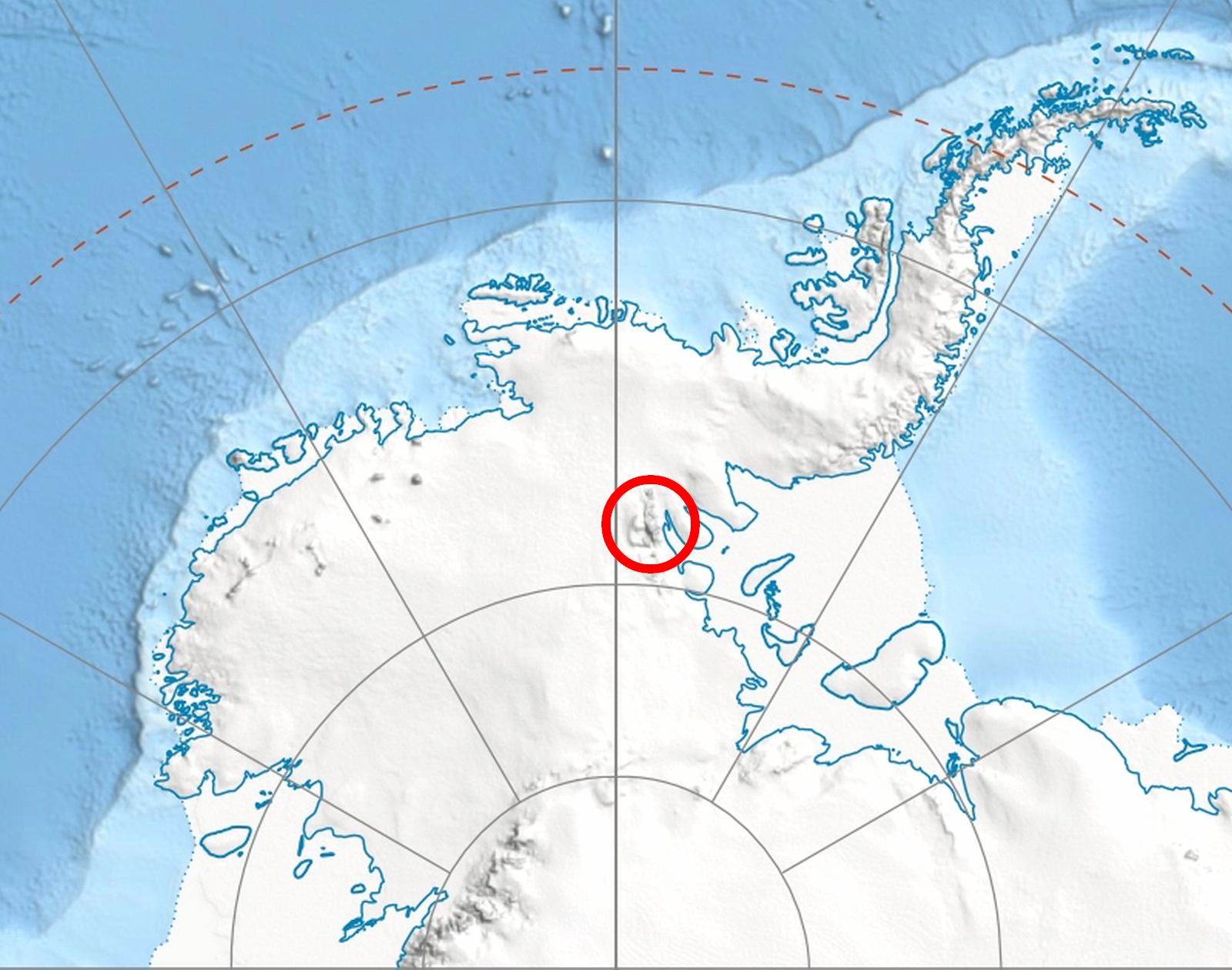

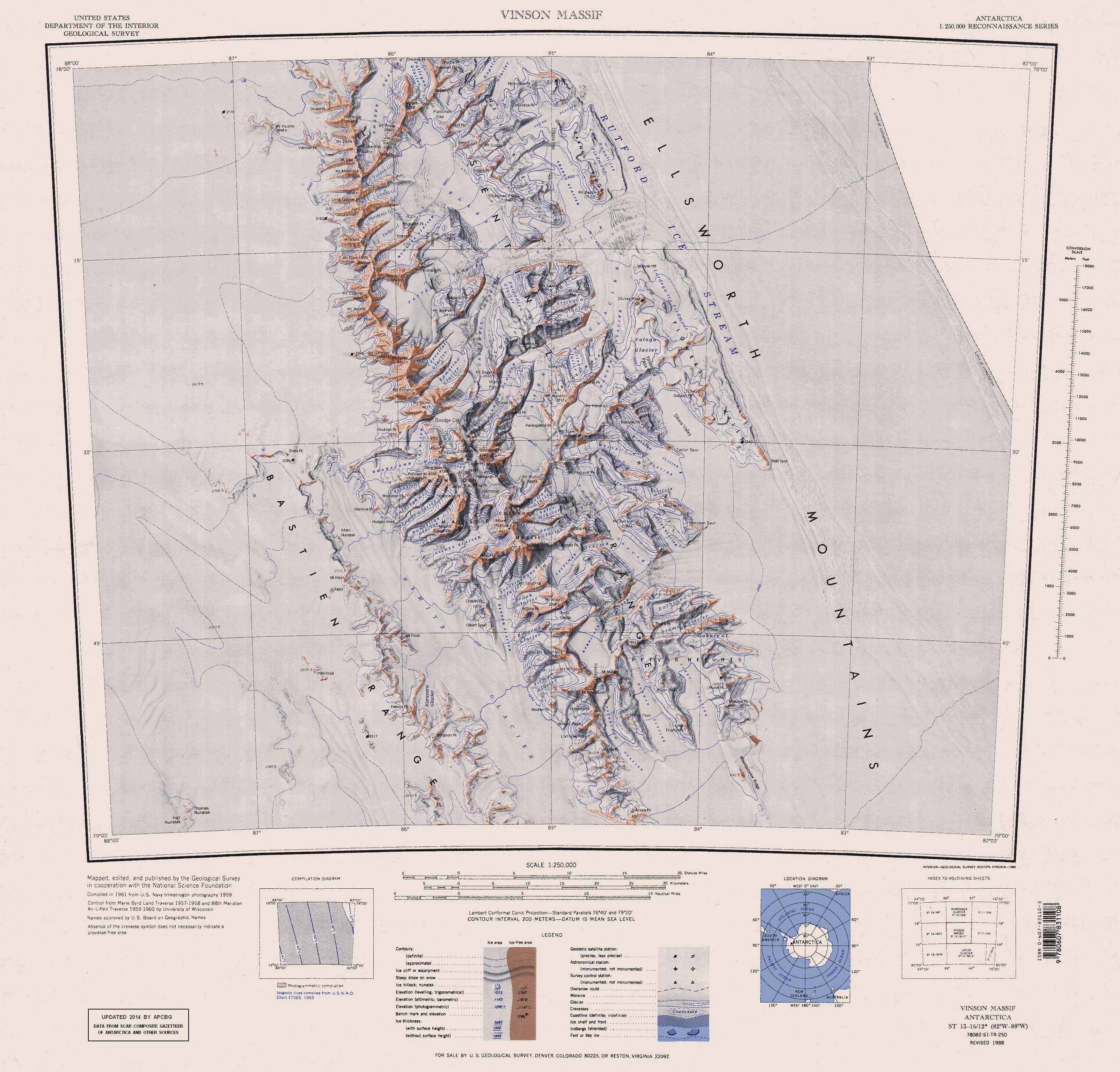

普雷斯山是南極洲的山峰，位於埃爾斯沃思地，屬於埃爾斯沃思山脈中森蒂納爾嶺的一部分，海拔高度3,760米，現時由南極條約體系管理。

## 外部連結
- SCAR Composite Antarctic Gazetteer（页面存档备份，存于）.
- Damien Gildea, "Expeditions".